# Побрђе (геоморфологија)
Побрђе представља облик рељефа у виду благо заталасаног узвишења на надморској висини изнад 200 m. Побрђа немају јасно изражене стране као што је то карактеристика код планина, а рељефом су најсличнија брдима, с тим што обухватају знатно већа пространства. 
Побрђа су обично окружена нижим земљиштем (за разлику од висоравни које су окружене планинским ланцима) и представљају изворишта многим рекама, али и развођа која одређују смер тока река. На Валдајском побрђу у Русији извиру реке Волга (која припада сливу Каспијског језера), Дњепар (део басена Црног мора) и Западна Двина (која тече ка Балтичком мору).